# رابرت ال. کمپبل
رابرت ال. کمپبل (متولد ۱۹۵۳) یک روان‌شناس آمریکایی و استاد بازنشسته روان‌شناسی در دانشگاه کلمسون است. او به دلیل مطالعاتش در مورد آین رند شناخته شده‌است و سردبیر مجله مطالعات عین رند است. کمبل همچنین یک منتقد بازنشسته موسیقی جاز است و بین سال‌های ۱۹۹۲ و ۱۹۹۸ نقدهایی برای مجله کدنس نوشته‌است.